# La Transfiguració de Juneda
La Transfiguració de Juneda és una església de Juneda (Garrigues) inclosa a l'Inventari del Patrimoni Arquitectònic de Catalunya.

## Descripció
L’església parroquial de Sant Salvador de Juneda (Garrigues), es tracta d’un prototipus de temple del segle xviii. Es tracta d’una església neoclàssica de grans dimensions (36 metres x 19 metres d’amplada a l’interior) amb elements barrocs. Com poden ser els murs sense obertures i el campanar de base quadrada que es trasllada a una forma octogonal que sobrepassa la teulada.
L’interior de l’edifici està dividit en una planta basilical amb tres naus. La central és la més alta i elevada i està coberta amb una volta cilíndrica d'arc torals i llunetes amb finestrals. Les naus laterals són de volta d’aresta i presenten una separació per pilastres, amb un paviment de mosaic. També, té un fals transsepte, amb cimbori central amb finestrals
L’església va sofrir una sèrie de restauracions a conseqüència dels desperfectes que es varen dur a terme durant un bombardeig de la Guerra Civil. A més a més, que durant aquest període es va cremar el retaule major que presidia l’església.
A l'absis de la nau centrar es va col·locar una còpia de “La transfiguració” (La transfigurazione) de Raffaello Sanzio, el misteri religiós al qual esta consagrada la parròquia. A més de l'altar major, a les naus laterals hi ha diversos altars molt engalanats, tot recordant el gust barroc de l'època en què fou fet l'edifici. Anteriorment, abans de la guerra civil espanyola, l’altar major presentava un retaule d’estil barroc realitzat per Antoni Ochando l’any 1763. A les capelles laterals, hi havia altres altars dedicats a Sant Antoni de Pàdua, Sant Esteve, Sant Joan, el de la Mare de Déu de la Soledat, i el de l’Assumpta.

## L'exterior de l'edifici
La façana de pedra presenta un portal central realitzada amb un arc de mig punt. Està coronada per un nínxol de petxina resguardat i protegit per un guardapols, on actualment podem veure una escultura moderna del Sant patró, Sant Salvador. Sota d’aquesta escultura consta la data de 1740, la data de la seva construcció.
La porta està flanquejada per unes columnes estriades i helicoidals, col·locades damunt d’unes bases motllurades i amb uns capitells rematats per boles, també protegits per un guardapols coronat per un finestral rodó.
El campanar, endarrerit respecte a la línia de façana, està acabat amb una balustrada motllurada i coberta a dues aigües amb teula àrab.

## Història de l'església i del retaule
L'església fou molt malmesa el 1936, quan desaparegué el retaule de Sant Salvador i altres objectes de culte artístics.

### Entrebancs i problemes dels retaules a la comarca de les Garrigues
Sobre el patrimoni barroc de les Garrigues sempre hi ha hagut molt poca informació. Amb una escassa bibliografia que fa poques referencies a les peces arquitectòniques de l’època. En el cas que hagi arribat documentació, dibuixos o esquemes, ha sigut gràcies al seu valor documental i administratiu. O fins i tot, pel seu valor pràctic com a material de treball en els tallers, utilitzable en més d’una ocasió. Com les traces dels retaules.

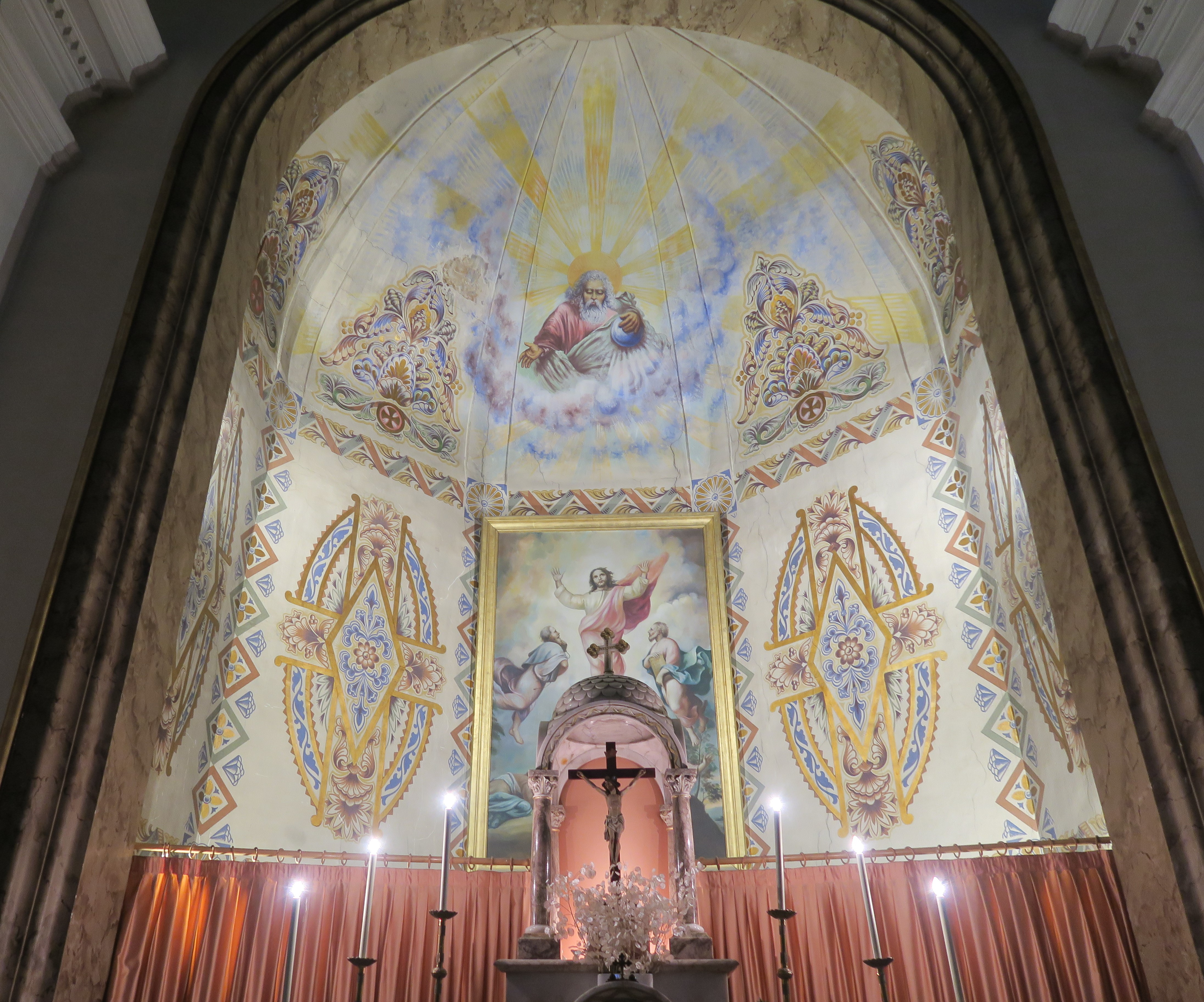
L'absis de l'església de Juneda amb "La Transfiguració".

A causa de les successives guerres i successos històrics, com poden ser la Guerra Civil o durant el procés de desamortització, s'han malmès la immensa majoria de les obres. Tot i això, els edificis al ser de materials molt més resistents segueixen dempeus. Aquest és pràcticament tot el llegat barroc del segle XVIII que conservem.
Els pobles de la comarca de les Garrigues comptaven amb prou recursos per decorar els seus altars amb retaules excel·lents i exquisits profusament decorats. Fins i tot, la majoria daurats amb or i argent com pot ser el cas treballat de Juneda. Alguns d’aquests retaules són atribuïts a escultors de l’època molt famosos, com per exemple Antoni Ochando a Juneda que treballà en diversos altres retaules de Tarragona i fins i tot d'Aragó.

## El retaule

### Antoni Ochando, l'autor del retaule
Els Ochando van ser una família d’escultors del segle xviii, amb bastants membres documentats. La majoria dels quals estaven vinculats amb la vila d’Almassora. Tot i això, els seus avantpassats estaven vinculats a Castella, concretament Salamanca i Segòvia ja que trobem pobles anomenats “Ochando".
Antoni Ochando, originari de Constantí, és l’autor del retaule. J. R. Triadó, ens fa una aproximació a la figura d’Antoni qualificant-lo com uns dels millors escultors-retaulistes que traballaren a Catalunya el segle durant el segle xviii. Aquest, ens explica que Antoni va treballar en diversos pobles del Camp de Tarragona. Antoni es cita per primer cop en un contracte de la parròquia de Constantí, d’on és originari. Concretament en el contracte de l’Altar destinat a la parròquia, signat el 1747 en el qual es diu que s'ha de realitzar aquest retaule de la mateixa manera que va produir el de Sant Domènec de Tarragona.
A partir de 1759 realitza escapades a les comarques de Ponent, a Juneda (entre 1759-1763). El retaule va ser encarregat per l’ajuntament de Juneda el 31 d’agost de l’any 1763 a Antoni Ochando. Aquest retaule ocupava el lloc de l’absis de l’església, i en el contracte s'acordava que la semicúpula del absis havia de quedar completament coberta. Per tant, l’absis assolia tota l’alçada i amplada del temple. El preu del retaule es va acordar a 1800 lliures que s'havien de pagar en diferents terminis a mesura que s'anés col·locant el retaule a l’església. En aquest document es diu que el dia de la Degollació de Sant Joan de l’any de 1766 s'havia d’instal·lar la ultima peça. Un cop instal·lada, quedaria un deute de 800 lliures que s'haurien de pagar a Ochando en quatre terminis de 200 lliures cada cop de manera anual.
A més del retaule central, es creu que Antoni Ochando, també va realitzar cinc retaules més per a la parroquial destinats a les capelles de les naus laterals. Aquests, correspondrien als de Sant Antoni de Pàdua, el de Sant Esteve, el de Sant Joan, el de la Mare de Déu de la Soledat, i el de l’Assumpta.

### Descripció del retaule
Aquest gran conjunt es tracta d'un retaule baldaquí compost per diferents pedestals, en concret sis, amb diferents decoracions amb forma de rocalla. Presenta una estructura compositiva molt senzilla i teatralitzada. Aquesta teatralitat es veu reforçada per les columnes i l'arquitectura fent d'aquest retaule de Sant Salvador un monument molt escenogràfic.
La part baixa no presenta més decoració que la rocalla. Aquesta zona serveix per elevar l'altar del terra aproximadament dos metres i articular el seu cos rematat per la coronació. El cos està format per uns sòcols amb una continuació directa vertical que serveixen per donar lloc a les retícules on es col·locaran les escultures i figures juntament amb els pilars. Es tracta d'una estructura més aproximada al segle XVIII que al XVII, ja que fins a finals del segle xvii els retaules tenien una estructura més aviat medieval. També apareix el que podem identificar com una taula altar juntament amb una credença. La credença, en aquest cas, es tracten de les petites "grades" o "escales" que apareixen al darrere de la taula. Segurament, la seva funció era guardar abans de la missa els vasos que contenen el pa, el vi i l'aigua que s'utilitzarien en una celebració.
Pel damunt apareixen una sèrie de vuit pilastres que subjecten respectivament unes columnes que articulen tot l'exterior del retaule. Tot profusament decorat en rocalla com era típic en la majoria dels retaules de finals del segle xvii i principis i mitjans del segle xviii. A més a més d'elements barrocs com poden ser volutes.
La rocalla, es tracta d'un tipus de decoració inspirada en el medi natural, com les roques, les petxines o les plantes de fulles retorçades. Es va utilitzar abundantment en el manierisme i en el barroc tardà (xorigueresc), especialment durant el període rococó. El terme xorigueresc prové del cognom Xoriguera, llinatge d'arquitectes i escultors d'origen català, el primer dels quals, Josep Simó Xoriguera i Elies, es traslladà a viure a Madrid, on castellanitzà el seu cognom com a Churriguera. El mot xorigueresc va sorgir com a burla d'un nou estil de retaules caracteritzat per una decoració recarregada. S'entenien per xorigueresques totes aquelles arquitectures que posseïen un moviment marcat i una ornamentació bigarrada, sobretot en els retaules. Barreja d'elements gòtics, platerescs i pròpiament barrocs. Així doncs, es tracta de la variant de l'art barroc que presenta més ornamentació.
El retaule com és típic està decorat amb elements clàssics del barroc català. Que més enllà de la realitat, cal dir que els retaules barrocs catalans d'aquesta època són pràcticament idèntics als de la península.

### Descripció iconogràfica del retaule
Tot indica que el tema representat es tracta d'una Transfiguració de Jesús, fet evident per la titularitat i abdicació d'aquesta; Església Parroquial de la Transfiguració del Senyor dedicada a Sant Salvador.
A dalt de tot, al centre de la volta que cobreix l'absis apareix una Mare de Déu entronitzada juntament amb el nen Jesús. Aquest porta una vara o bastó i està aixafant amb ell una serp. La serp pot representar el Maligne o la mateixa maldat en si. Per tant, es representa al nen Jesús com a combatent de la maldat. A banda i banda, apareixen representats dos àngels, els quals és possible que portin els instruments de la passió.
Als extrems de la volta de l'absis, sota unes àmfores, apareixen dues figures més. Es tracten de les virtuts teologals. La de l'esquerra porta els ulls embenats i subjecta un calze i una creu, trets distintius de la virtut de la Fe. L'altra virtut, segurament es tracta de la Caritat, la qual normalment es representa amb un cor en flames. En les fotografies conservades no s'aprecien els detalls, per tant, no podem assegurar si és la virtut de la Caritat o la de l'Esperança. Això si, cal dir que l'Esperança s'acostuma a representar amb la mirada aixecada, cosa que no fa la figura de la dreta.
A dalt al centre de l'absis, apareix la mateixa transfiguració del Senyor. Sembla que apareixen tres figures. Una és Crist i les altres són Sant Mateu, Sant Marc i Sant Lluc. A banda i banda apareixen dos personatges més. Un d'ells porta el que sembla ser unes taules o tauletes, per tant, el més segur és que es tracta d'una representació de Moisès. L'altra figura sembla portar una espasa. Així doncs, és possible que es tracti de la figura del profeta Elies al qual se'l representa sovint amb una espasa de foc.
A la part baixa de l'absis, a banda i banda, apareixen unes representacions de dues figures. La de l'esquerra porta un calze creu i l'altra una creu d'aspa. És possible que la figura del calze sigui Sant Joan. El calze és un element propi i característic de molts sants, però és un dels atributs més identificatius de Sant Joan Evangelista. La figura de la dreta, és probable que sigui Sant Andreu ja apareix amb una creu d'aspa, la mateixa amb la qual va ser crucificat.
A banda i banda de l'exterior de l'absis apareixen dues figures religioses. Gràcies als bàculs que tenen a les mans podem realitzar una hipòtesi de qui són. Es podrien tractar de dues representacions dels quatre Pares de l'Església, els quals són Sant Agustí d'Hipona, Sant Gregori Magne, Sant Ambròs de Milà i Sant Jeroni d'Estridó. El Papa de l'esquerra, podria ser Sant Gregori Magne pel bàcul de tres travessers que subjecta, encara que la seva mitra no coincideix amb representacions seves anteriors. La figura de la dreta, és difícil identificar de qui es tracta. Però, segurament es tracta d'un altre Pare de l'Església, probablement Sant Agustí o Sant Ambròs, ja que Sant Jeroni acostuma a ser representat sense mitra.
I finalment, al centre de la part baixa de l'absis, al Sagrari apareix en miniatura i envoltat de rocalles Crist possiblement ressuscitat, ja que subjecta amb una mà la creu. La figura apareix damunt d'un orb que simbolitza el poder que té Crist. Aquest orb es tracta d'un símbol romà que els cristians van adoptar amb els seus simbolismes. Per damunt d'aquesta figura apareix una figuració de núvols amb una bola al centre. D'aquest conjunt sorgeixen uns rajos que simbolitzen la llum i la resplendor del bé. Podem hipotetitzar que la bola representa un ull, el qual seria un símbol de la maçoneria, la divina providència. Encara que segurament es tracta de la coronació del Sagrari que simbolitza la corona gloriosa de Crist.

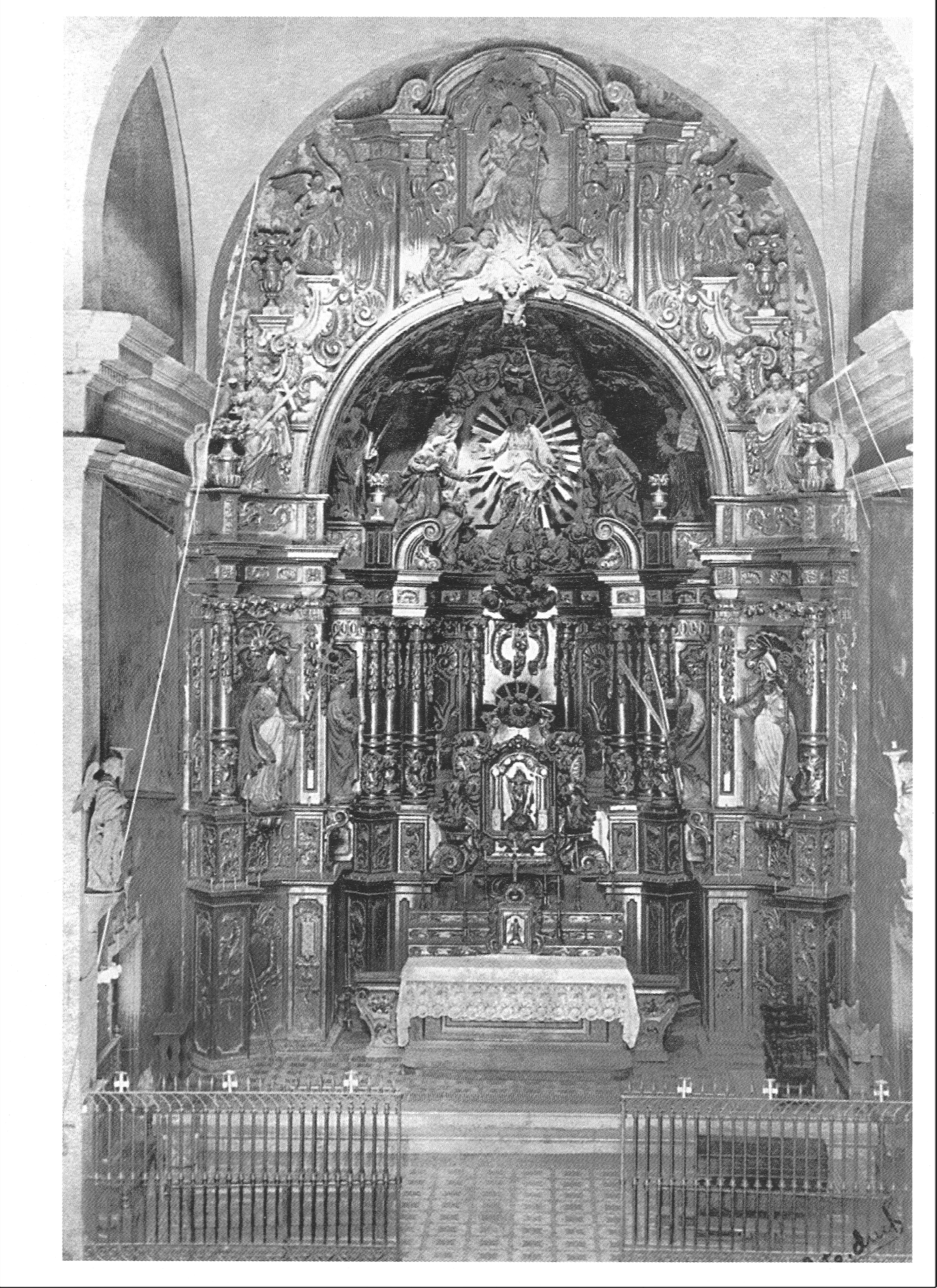
Antic altar barroc de l'església de Juneda (construit entre el 1763 i 1766)